# Look for a Star
Pour plus de détails, voir Fiche technique et Distribution.
Look for a Star (游龍戲鳳, Yau lung hei fung) est une comédie romantique sino-hongkongaise produite et réalisée par Andrew Lau et sortie en 2009 à Hong Kong. Inspiré de la relation entre Stanley Ho et sa quatrième femme, Angela Leong, le film montre Andy Lau dans le rôle d'un milliardaire tombant amoureux d'un joueuse de casino effrénée interprétée par Shu Qi. Le tournage a eu lieu au MGM Macao.

## Synopsis
C'est le coup de foudre lorsque Sam (Andy Lau) rencontre une femme festive, un brin bizarre et portant le nom étrange de Milan (Shu Qi), dans un casino de Macao. Mais le hic, c’est qu’elle est commise de baccarat à temps partiel et danseuse de cabaret à temps plein, ses « carrières » n'étant pas tout à fait en harmonie avec le statut de Sam. Amoureux malgré tout, ce couple mal assorti fait rapidement la une de tous les médias et Milan devient une It girl du jour au lendemain.

## Fiche technique
- Titre original : 游龍戲鳳
- Titre international : Look for a Star
- Réalisation : Andrew Lau
- Scénario : James Yuen et Cindy Tang
- Photographie : Andrew Lau, Ng Man-ching et Yip Siu-ching
- Montage : Azrael Chung
- Musique : Chan Kwong-wing
- Production : Andrew Lau
- Société de production : Media Asia Entertainment Group, Basic Pictures et Huayi Brothers
- Société de distribution : Media Asia Entertainment Group
- Pays d'origine :  Hong Kong et  Chine
- Langue originale : cantonais et mandarin
- Format : couleur
- Genre : comédie romantique
- Durée : 92 minutes
- Dates de sortie :
  - Hong Kong et Macao : 23 janvier 2009
  - Chine : 26 janvier 2009
  - Malaisie : 5 février 2009
  - Singapour : 12 février 2009
  - Corée du Sud : 5 mars 2009
  - Taïwan : 6 mars 2009

## Distribution
- Andy Lau : Sam Ching
- Shu Qi : Milan Sit
- Zhang Hanyu : Lin Jiu
- Denise Ho : Jo Kwok
- Dominic Lam (en) : Tim Ma
- Zhang Xinyi : Shannon Fok
- David Chiang : Oncle
- George Lam : Sharky
- Rebecca Pan : la mère de Sam
- Maria Cordero : Tante
- Cheung Tat-ming (en) : Tommy
- Raymond Cho (en) : Frank
- Monie Tung : Kamy
- Angelina Lo : Sœur Siu
- Ella Koon : Chihuahua
- Po Lok-tung : Yumi
- Pei Weiying : Fanny
- Yao Wenxue : Sawara
- Terence Yin : Joseph
- Tony Ho : le directeur de l'hôtel
- Pinky Cheung : une femme mondaine à la fête
- Kristal Tin (en) : une femme mondaine à la fête
- Belinda Hamnett (en) : une femme mondaine à la fête
- Han Yuqin
- Pauline Yeung : Pauline
- Prudence Kao
- Lee Kin-hing : l'actionnaire minoritaire de Sam

## Production
Look for a Star est une co-production sino-hongkongaise qui marque la sixième collaboration entre le producteur, réalisateur et directeur de la photographie Andrew Lau et le chanteur et acteur de cantopop Andy Lau. C'est également la deuxième collaboration au cinéma entre Andy Lau et l'actrice Shu Qi. Tous deux et le réalisateur avaient déjà travaillé ensemble sur le film de science-fiction The Wesley's Mysterious File (2002), bien qu'Andy Lau ait exprimé le souhait de faire une comédie romantique avec Shu.
Look for a Star est distribué par Media Asia Entertainment Group à Hong Kong et produit par Media Asia, le studio chinois Huayi Brothers, et la société de production d'Andrew Lau, Basic Pictures. Tourné avec un budget de 45 millions HK$, le film est basé sur la relation entre le magnat des casinos Stanley Ho et sa quatrième épouse, Angela Leong.

### Tournage
Look for a Star est soutenu par l'Office du tourisme du gouvernement de Macao et tourné au MGM Macao, établissement connu pour sa spectaculaire piscine Grande Praca et ses suites de luxe. Parmi les autres lieux de tournage, il y a également l'architecture sud-européenne de Macao, notamment la Vieille maison des dames, le phare de Guia et le village de Coloane.